# Castlefest
Koordinaten: 52° 16′ 3,7″ N, 4° 32′ 24,5″ O

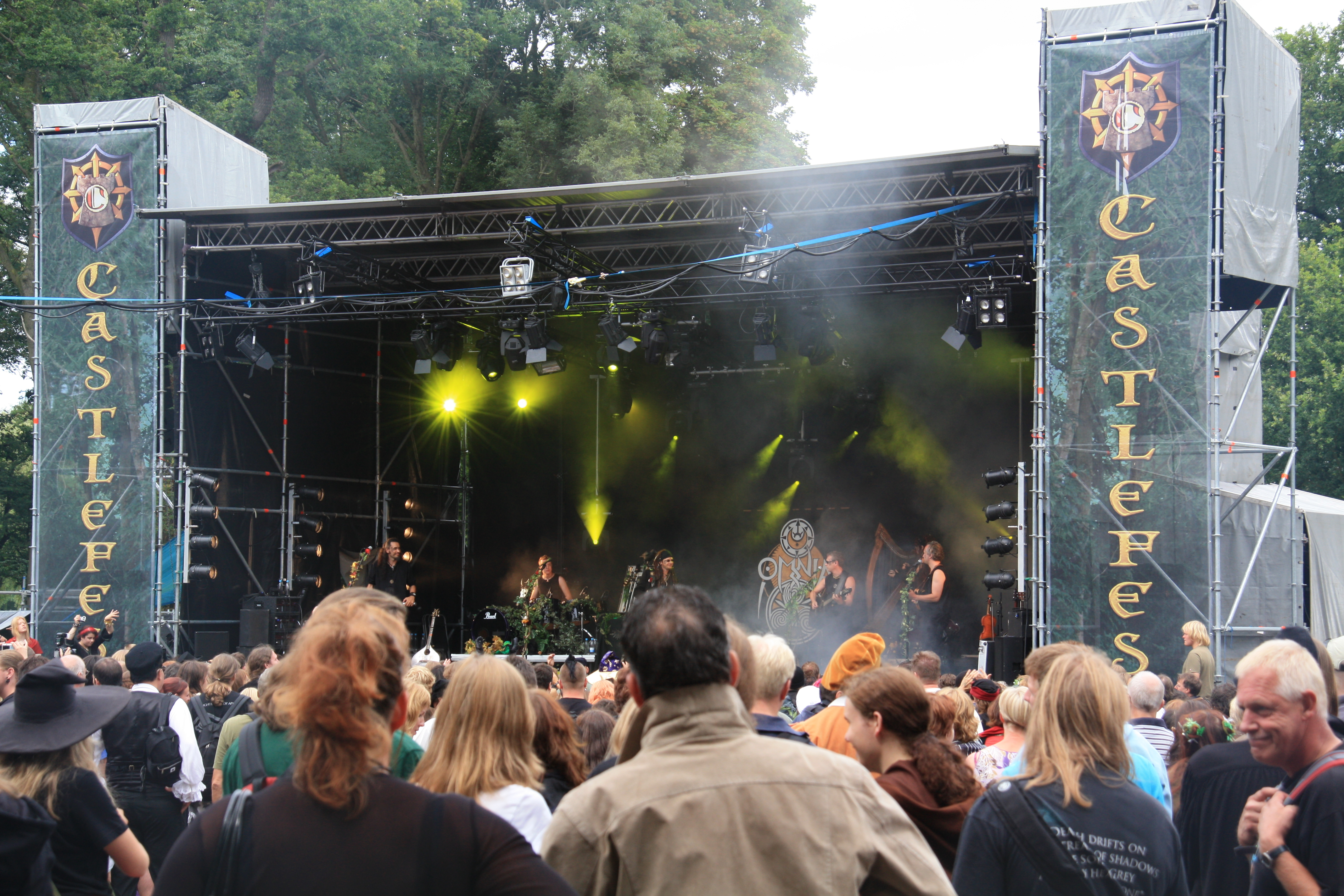
Omnia beim Castlefest 2009

Das Castlefest in den Niederlanden ist ein Mittelalter- und Fantasy-Festival. Auf den Konzerten spielen in der Szene bekannte Bands wie Omnia, Corvus Corax und Faun. Das Festival findet immer am ersten Augustwochenende im Keukenhof in Lisse statt. Das erste Castlefest fand 2005 statt und hatte 3.500 Besucher. Seit 2011 wird das Festival mit einem Eröffnungskonzert am Donnerstagabend gestartet. Ebenfalls seit 2011 besteht die Möglichkeit zum Festivalcamping. Insgesamt gab es 2011 24.000 Besucher. Im Jahr 2013 zählte das Castlefest 28.000 Besucher. Auf dem Markt des Festivals sind neben niederländischen Ständen auch deutsche Betreiber vertreten. Des Weiteren bieten einige Stände auch englischsprachige Bücher an.
Das Festival besteht aus einem Mittelaltermarkt, Konzerten, Essensständen und vielem Weiteren. Ebenfalls existiert ein LARP-Dorf und Workshops zu verschiedenen Themen.
Für Kinder gibt es einen eigenen Bereich. Viele Gäste kommen in Verkleidung, einige machen Cosplay und/oder machen beim LARP mit. Als eines der Highlights gilt die Verbrennung des Wickermans, einer überdimensionierten Weidenfigur. Der Wickerman 2014 war eine Eule.